# Mērsrags kommun
Mērsrags kommun (lettiska: Mērsraga novads) var en kommun i Lettland. Den låg i den västra delen av landet, 80 km nordväst om huvudstaden Riga. Antalet invånare var 1 712. Arean var 109 kvadratkilometer.
2021 slogs kommunen samman med Talsi kommun.
Följande samhällen fanns i Mērsrags kommun:
- Mērsrags
- Upesgrīva